# ブンラク
株式会社ブンラクは、大阪市に本社を置く足袋メーカーである。作務衣や靴下などの繊維製品も製造販売している。徳島県鳴門市に工場を持つほか、中国でも生産を行っており、足袋の生産では全国シェアの20%を占める。

## 主要製品
- ブンラク - 和装用足袋[2]
- タビワーカー - 業務用足袋
- フシギノ - ソックス・手袋
- 綿雪 - 特殊な縫製技術の特許を取得している足袋[3]

このほか工場のある徳島の有名行事である阿波踊りへの取り組みも積極的で、PR用の法被やTシャツなども製作している。

## 沿革

### 個人事業期
ブンラクの起源は、昭和初期に大阪で足袋製造を行っていた複数の個人事業者に遡る。足袋の製造は農家の副業や家内工業程度の規模から徐々に発達してきたことから、この時代においても個人の名義で事業を行う小工場が多数存在していた。友枝守彦（後のブンラク社長）の父もこうした一人で、鳴門で足袋製造の修業ののち、大阪で事業を営んでいた。

### 戦時統合
しかし1938年（昭和13年）には国家総動員法が施行され、足袋業界でも統制が強化されていった。当時、日本全国で611社が年間2億5000万足の足袋を生産していたが、1941年（昭和16年）にはこれを68社、年間1億足に圧縮することになった。大阪府下では1939年（昭和14年）に成立した大阪足袋工業組合の主導で業者の整理統合が進められた。こうした取り組みの中で、東成区では個人で足袋製造を行っていた6名の事業が統合され、東大阪足袋工業小組合が成立、後に組織変更され東大阪足袋工業有限会社となった。東大阪足袋工業は戦火を避け、工場を徳島県に移転して生産にあたった。

### 株式会社化
戦後、足袋は依然として統制下にあったが、1950年（昭和25年）に統制が解除、このころ東大阪足袋工業は文楽足袋株式会社に改組された。これと前後し、東大阪足袋工業で代表を務めた松井熊栄が独立して株式会社松井商店を設立、文楽足袋への移行期に代表を務めた玉谷豊も独立して玉谷足袋工場（後の玉谷足袋）を設立するなど、再分離が進んだ。当時、足袋製造は利益が見込める事業であり、新規参入も相次いだが、1954年（昭和29年）にナイロン靴下が登場すると、足袋の利用は減少した。文楽足袋は1956年（昭和31年）には100万足以上を生産していたが、その後の数年で生産量は激減した。

### 社名改称

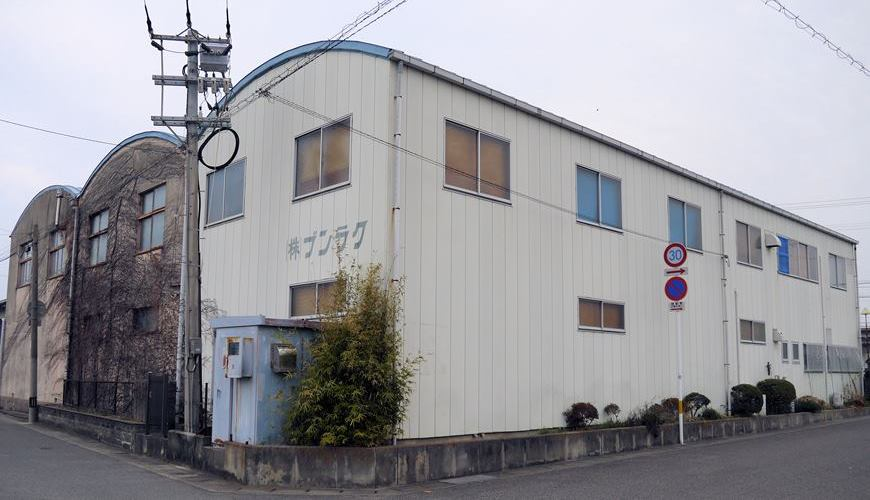
鳴門工場

1966年（昭和41年）には社名をブンラクに改称、需要減少の中でも足袋製造を維持するため、ズボンや水着など、他の繊維製品の縫製にも手を広げながら、足袋においても新製品開発を続けていった。昭和40年代にはウレタン素材をサンドイッチにして用いた足袋を開発、温かさとクッション性が評価され、一時には全国シェア40%を確保した。足袋以外では昭和50年代に阿波しじら織りを用いた室内着甚平を発売、その触感が好評を得た。昭和60年代に発売した阿波正藍染の作務衣は寺社関係者を中心に支持を受けた。

### 海外生産へ

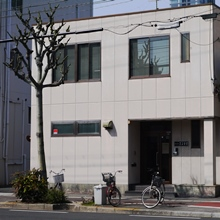
2014年まで使われていた本社の建物（本社移転後に建て替えられ、現存しない）

1989年（平成元年）には中国上海における生産を開始、中級品の生産を海外に移転するとともに、国内ではオーダー品・セミオーダー品など小ロットの需要に応じる体制を強化していった。2001年（平成13年）にはWEBショップを開業し、個人向けの直販に販路を拡大した。製品面では小鉤と受け糸のみが従来通りで他は洋生地を用いた柄足袋や、レースを用いたレース足袋を開発、柄足袋では工場がフル回転となる反響を得た。こうした個個人の嗜好に合わせた製品展開に加え、個人の足の形にも合わせた足袋製造を可能にするため、足の形状の測定が瞬時に可能な測定機器を三洋電機と共同開発した。2010年（平成22年）には上海での生産移転をさらに進め、国内では高級品に集中する傾向を強めている。

### 年表
- 1941年（昭和16年） 東大阪足袋工業小組合設立[28]
- 1943年（昭和18年） 東大阪足袋工業有限会社設立
- 1944年（昭和19年） 徳島県鳴門市に工場疎開（後の鳴門工場）[12][2][29]
- 1952年（昭和27年） 文楽足袋株式会社に改組
- 1966年（昭和41年） 株式会社ブンラクに社名変更
- 1970年（昭和45年） 鳴門工場全面改装
- 1989年（平成元年） 一部の商品を中国上海で生産開始
- 1995年（平成7年） ブンラク本社ビル 建て替え
- 2001年（平成13年） WEBショップ開業
- 2003年（平成15年） 足のサイズ3D測定器導入
- 2006年（平成18年） シンボルマーク変更